# Charles Howard Curran
Charles Howard Curran, född 20 mars 1894 i Orillia, Ontario, död 23 januari 1972 i Leesburg, Florida, var en kanadensisk entomolog. Curran var en produktiv dipterolog som beskrev 2 648 arter i 62 familjer tvåvingar, huvudsakligen underordningen Brachycera. Han var intendent på American Museum of Natural History från 1928 till 1960. Efter pensioneringen var han en flitig bidragsgivare till dess populärhistoriska tidskrift Natural History. Hans The families and genera of North American Diptera från 1934 räknas som ett betydande referensverk.

### Fotnoter
1. 1 2  SNAC, SNAC Ark-ID: w6p27f16, läs online, läst: 9 oktober 2017.[källa från Wikidata]
2. 1 2 3 4  John L. Capinera (red.), Encyclopedia of Entomology, andra utgåvan, Springer Science+Business Media, 2008, s. 1136-1137, ISBN 978-1-4020-6242-1, 10.1007/978-1-4020-6359-6.[källa från Wikidata]
3. ↑  10.4039/N11-029.[källa från Wikidata]
4. ↑  ”Howard Curran, Ph.D.”. Canadian National Collection of Insects, Arachnids and Nematodes. Arkiverad från originalet den 1 april 2018. https://web.archive.org/web/20180401023347/http://www.canacoll.org/Diptera/Staff/Curran/Curran.htm. Läst 10 november 2019.